# Lourches
Lourches es una comuna francesa situada en el departamento de Norte, en la región de Alta Francia.

## Demografía
| 5743 | 5595 | 4666 | 3742 | 3644 | 3781 | 3872 |
| Para los censos de 1962 a 1999 la población legal corresponde a la población sin duplicidades (Fuente: INSEE [Consultar]) |      |      |      |      |      |      |